# Hontpázmány nemzetség

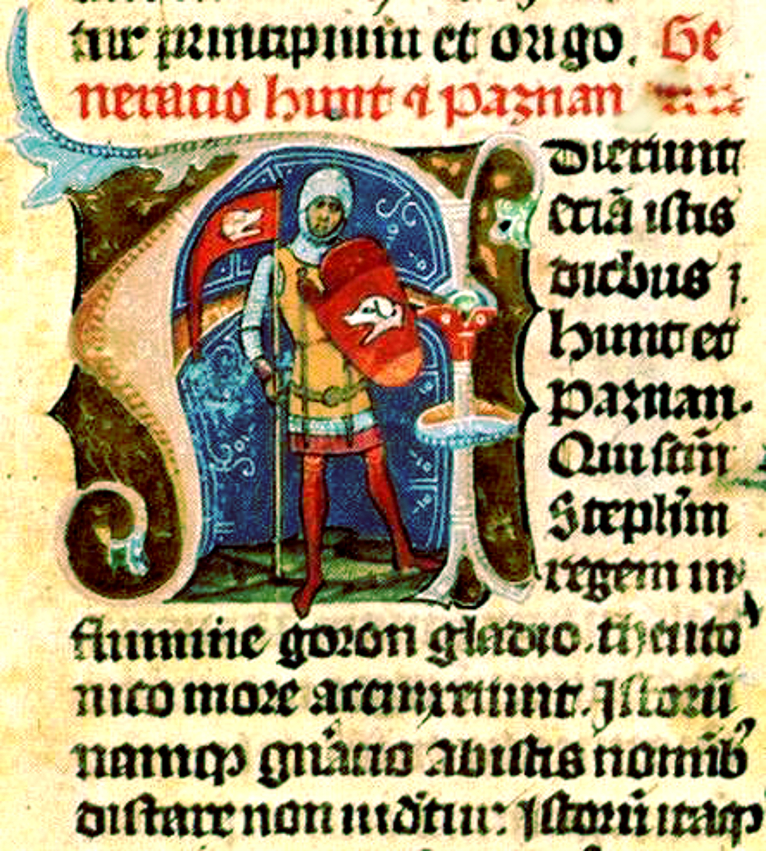
Hont lovag a Képes krónikában

A Hont-Pázmány nemzetség címere

A Hont-Pázmány nemzetség ősei, Kézai Simon szerint, Hont (Hunt) és Pázmány (Patzmann) testvérek, akik Svábföldről mint páncélos vitézek Szicíliába indultak, Géza fejedelem azonban feltartóztatta őket.

## Eredetük
Ők az első megtelepedett lovagok, és nekik jutott az a tisztesség, hogy Esztergomban lovaggá üssék Szent Istvánt. Valószínűbb azonban, hogy 983-ban telepedtek le Magyarországon, amikor II. Ottó császár halála eltérítette őket attól a szándékuktól, hogy Szicíliában a szaracénok ellen harcoljanak. Más vélemény szerint Gizella királyné kíséretében érkeztek Magyarországra 996-ban. A Koppány vezér ellen vívott csatában Szent István király oldalán, királyi testőrként harcoltak.
A Hont nemzetség ősi javai Esztergom és Hont megyében voltak. Egy 1135. évi oklevél szerint Szent István király a Duna mellett, annak bal partján, Csenke faluban Hont ispán számára állatok legeltetésére, a pásztoroknak pedig földművelésre 20 ekényi földet adott. Hont fia, Bény a Garam folyó mellett jutott szintén István király adományából 10 eke földhöz, kaszálóhoz és berekhez, amit – az adományos nevéről – Bénynek neveztek. Ugyancsak István király adta a szintén e nemzetségbe tartozó Lampert ispánnak Egyházmarótot és Palatnyát.
A Képes krónika szerint:
"A HONT ÉS PÁZMÁN NEMZETSÉGE."
"Azon napokban jött be Hont és Pázmán is, kik Szent István királyt a Garan vizében német szokás szerint karddal körülövezték....."
".....Szent István király pedig, összehíván előkelőit, Szent Márton hitvalló közbenjárása által az isteni irgalom segedelméért esedezék, azután pedig összegyűjtvén seregét ellensége elébe vonúla, és a Garan vize mellett övezteték föl elsőben karddal, holott is két fejedelmet tőn testőreivé, Hontot és Pázmánt; egész serege fejévé és vezérévé pedig német nemzetbeli vendégét Venczellint tevé."
A Hont-Pázmány nemzetségbeli Lampert comeshez maga Szent László király adja nőül testvérhúgát nem kevés hozománnyal együtt. Lampert sok királyt szolgált. 1124-1131 között Lampert ispán második nejével, Zsófiával és fiával, Miklóssal együtt bencés monostort alapított Bozókon. II. (vak) Béla király uralkodását trónkövetelő nehezíti. Könyves Kálmán második feleségének, az orosz Eufémiának fia, Borisz támadt a király ellen. Kálmán hűtlenség miatt taszította el második feleségét. (Az Árpád-házban több ilyen eset nem fordult elő.) Az asszony 1114-ben, Kijevben szülte meg Boriszt, akit Kálmán nem ismert el fiának. 1132-ben II. (vak) Béla és Borisz között a döntő összecsapás a Sajó-parton zajlott. A király a döntő ütközet előtt választ követelt minden fő-emberétől, hogy fattyú-e Borisz. Mindenkit megöletett a helyszínen, aki nem minősítette fattyúnak a trónkövetelőt, vagy habozott. Lampertet is így ölték meg (testvére volt gyilkosa), tölgyfából faragott kemény székkel verték szét a fejét. Miklós nevű fiát is orvul megölték. 1135-ben II. Béla király összeíratta a monostor javait és népeit. 1180-1181-ben a monostort a premontrei kanonokok kapták meg.
Az együtt nevezett Hont-Pázmány nemzetségnek csak 1206-tól van okleveles nyoma,[forrás?] amikor II. András Sándor comes főpohárnoknak ajándékozta a Pozsony vármegyei Csütörtökhelyet. Sándornak Sebös volt a testvére, kivel apjuk, Tamás nyitrai comes halála után 1216-ban az örökségen megosztozott. Sándor 300 márka fejében már 1217-ben lemondott tisztségéről. 1253. március 13-án. IV. Béla Ivánka fiának, Andrásnak – aki őt 1241-ben a muhi csatában lovával megajándékozta – Gímes egy részét adta a másik részt már 1226-ban szerezte meg Ivánka mester, András apja. A tatárok elleni harcukat többször említik az oklevelek. A 13. század első felében jelentős tisztségeket töltött be Hontpázmány nembeli Márton is.
1266-ban Mária királyné Pozsegában azért ad jószágot Mikének, mert apja, Mihály, 1266-ban orosz fogságba került. 1271-ben Joakimot V. István a csehek elleni háborúban szerzett érdemeiért megjutalmazta. Ivánka fiát, banai Andrást pedig Erzsébet idősebb királyné 1274-ben azért ajándékozta meg, mert a fogságban is hű maradt hozzá. A nemzetség ugyanekkor kapta Drégely földjét, amelyet 1285-ben már mint várat említenek. 1287-ben Ábrahám fia, Tamás, az esztergomi érsekség jószágait pusztította, amiért 3000 márkát követelt tőle az esztergomi érsek. 1292 és 1295 között a Hont-Pázmányok ismét pusztították az érsekséget.
Az Árpád-ház kihalása utáni zavaros időszakban a nemzetség több tagja bizonyítottan Károly Róbert hívéül szegődött. Így például részt vettek a rozgonyi csatában:
- a Gömör vármegyei Hanván birtokos Hontpaznan nembeli István fiai és

- az Abaúj vármegyei Forrón birtokos Aladár fia Jakab, aki el is esett a harcban.[5]

A nemzetséget az 1494-ig terjedő oklevelek többnyire birtokszerzései miatt említik. A róluk nevezett Hontban, valamint Arad, Bihar, Borsod, Gömör, Nyitra, Pozsony, Ugocsa stb. vármegyékben 1206 és 1494 között összesen 281 birtokuk volt. Ebből a nemzetségből váltak ki az osgyáni Bakos, Jánoky, Vajday, Szuhay, Födémesy, rahói és szuhai Jákóffy, Rákay, velezdi Kövér (kiknek birtokai, házasság révén a felsővadászi Rákóczi-családhoz kerültek.) ghymesi és gácsi Forgách, klopotivai Pogány, Szent-Györgyi és Bazini, Cseklészy, Batthyány, palotai Czibak, Esztáry, Mindszenti, Peterdy, Fancsikay, Ujhelyi, Bánky, mátyfalvi Zovárdffy, petri Dersfy, Csalomjai, Kővári (később: Kováry/Kóváry), Cseklészi (akik közül Bökénynek 1260-ban III. Béla király unokája, Erzsébet lett a felesége), Keszy/Kőkeszi, leszenyei Czakó, Lázár, bucsányi Bucsányi családok, kik közül különösen a Szent-Györgyi és Bazini grófok, valamint a ghymesi és gácsi Forgách grófok játszottak nagy szerepet Magyarország történelmében.

## A nemzetség ágai
A Hont-Pázmány nemzetség lakóhely szerint osztályozott ágai a következők:
I. Hont megyei ágak:
a) Bozóky-ág
b) Bényi-ág
c) Csalomjai-ág
d) Födémesi-ág
II. Nyitra megyei ágak:
e) Forgách-ág
f) Szegi ág
g) Garadnai-Pogány-ág
h) Szentgyörgyi-Cseklészi-ág
III. Bihar-Szabolcsi ágak:
i) Czibak-Batthyány-ág
j) Újhelyi-ág
k) Panaszi-Pázmány-ág
l) Besztercei-ág